# Eume (Comarca)
Die Comarca do Eume (galicisch) bzw. Comarca del Eume (spanisch) ist eine Verwaltungseinheit Galiciens. Die Fläche der Comarca von 538,60 km² entspricht 1,95 % der Fläche Galiciens.

## Gemeinden
| Gemeinde                      | Einwohner (2024) | Fläche km² | Dichte Einw./km² | Cod INE | Postleitzahl        |
| ----------------------------- | ---------------- | ---------- | ---------------- | ------- | ------------------- |
| Cabanas                       | 3.296            | 30,30      | 109              | 15015   | 15621               |
| A Capela                      | 1.182            | 58,00      | 20               | 15018   | 15324, 15325, 15613 |
| Monfero                       | 1.818            | 171,67     | 11               | 15050   | 15617, 15619        |
| Pontedeume                    | 7.456            | 29,26      | 255              | 15069   | 15600               |
| As Pontes de García Rodríguez | 9.782            | 249,37     | 39               | 15070   | 15320               |
| Comarca Eume                  | 23.534           | 538,60     | 44               | –       | –                   |